# Amon von Gregurich
Ritter Amon von Gregurich (Hietzing, 26 maggio 1867 – Mukačevo, 28 giugno 1915) è stato uno schermidore ungherese.
Partecipò ai Giochi della II Olimpiade di Parigi nella gara di sciabola individuale, in cui ottenne il quarto posto.